# Гяедемеесте (селище)
Гя́едемеесте (ест. Häädemeeste alevik, нім. Gudmannsbach) — селище в Естонії, адміністративний центр волості Гяедемеесте повіту Пярнумаа.

## Населення
Чисельність населення на 31 грудня 2011 року становила 692 особи.

## Географія

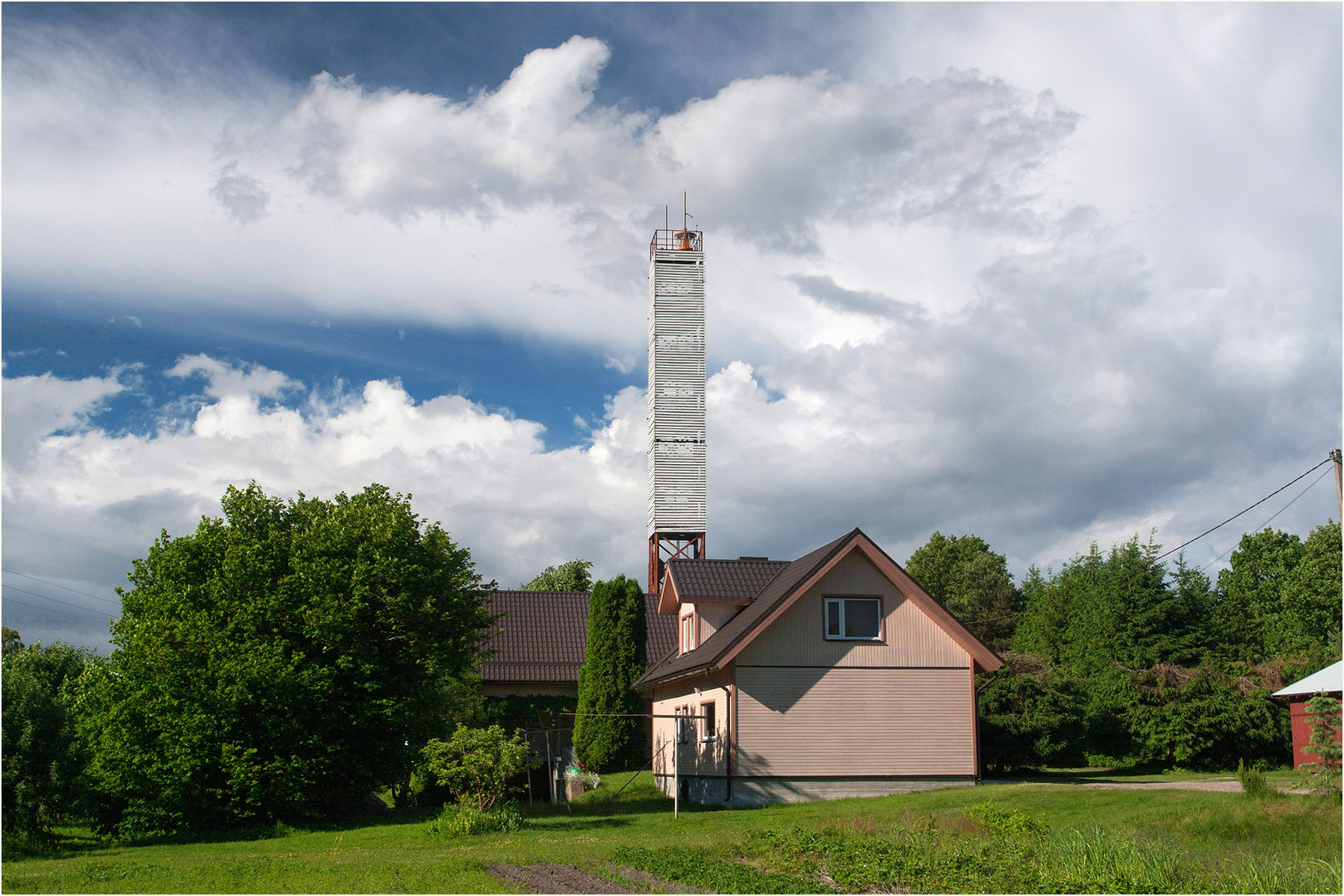
Маяк

Гяедемеесте лежить на березі затоки Пярну. 1954 року в селищі (58°4′25″ пн. ш. 24°29′10″ сх. д. / 58.07361° пн. ш. 24.48611° сх. д.) побудований маяк (Häädemeeste tulepaak) — металева вежа заввишки 32 метри.
Через селище проходить автошляхи 4 (Таллінн — Пярну — Ікла), естонська частина європейського маршруту E67, та 331 (Раннаметса — Ікла). Від Гяедемеесте починається дорога 330 (Тийтоя — Гяедемеесте), що з'єднує селище з автошляхом 6 (Валґа — Уулу).

## Пам'ятки

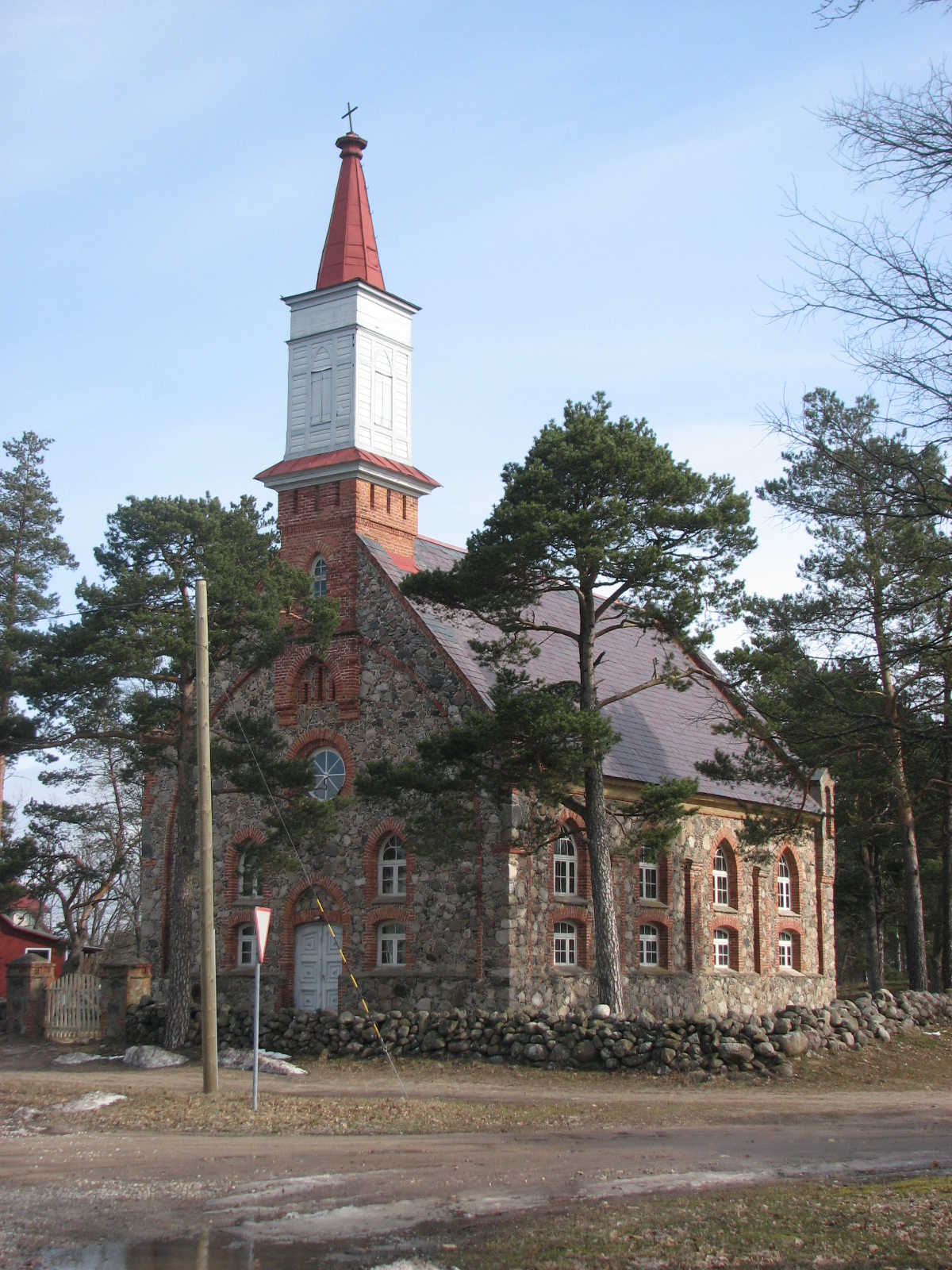
Кірха Святого Михайла

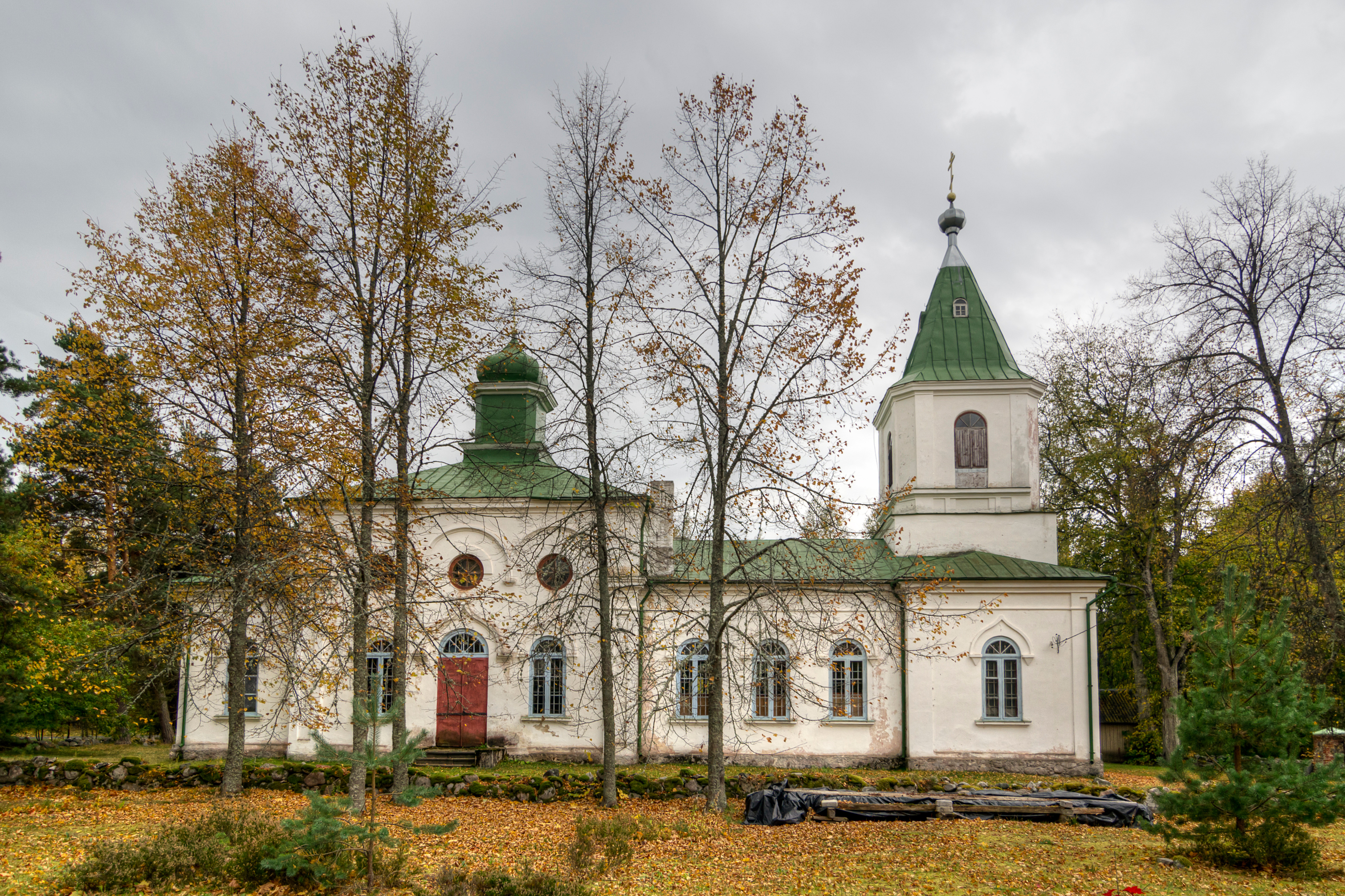
Церква Преображення Господнього

- Євангелічно-лютеранська кірха Святого Михайла (Häädemeeste Mihkli kirik)
- Апостольсько-православна церква Преображення Господнього (Häädemeeste Issanda Muutmise kirik)